# Jampil (Lwiw)
Jampil (ukrainisch Ямпіль; russisch Ямполь Jampol, polnisch Prusy, ukrainisch früher auch Пруси) ist ein Dorf in der westukrainischen Oblast Lwiw mit etwa 1995 Einwohnern.
Am 24. Dezember 2017 wurde das Dorf ein Teil der neugegründeten Landgemeinde Murowane (Мурованська сільська громада/Murowanska silska hromada), bis dahin bildete es die gleichnamige Landratsgemeinde.
Am 12. Juni 2020 wurde der Ort, welcher bis dahin im Rajon Pustomyty lag, nach dessen Auflösung ein Teil des neugegründeten Rajons Lwiw.

## Geschichte
Der Ort wurde im Jahre 1365 als z Prus erstmals urkundlich erwähnt, und zwar später als Prussi (1399, 1433), Prussy (1485), Pruszy (1515) und so weiter. Der Name ist wahrscheinlich ethnisch abgeleitet vom Namen der historischen Landschaft Preußen (polnisch Prusy).
Das Dorf gehörte zunächst zur Adelsrepublik Polen-Litauen, Woiwodschaft Ruthenien, Lemberger Land und war schon im Mittelalter ethnisch polnisch, d. h. die Namen der Einwohner waren in den damaligen historischen Quellen überwiegend polnisch. Die römisch-katholische Pfarrei wurde vor dem Jahre 1485 errichtet.
Bei der Ersten Teilung Polens kam das Dorf 1772 zum neuen Königreich Galizien und Lodomerien des habsburgischen Kaiserreichs (ab 1804).
Im Jahre 1900 hatte die Gemeinde Prusy 196 Häuser mit 1309 Einwohnern, davon 1303 polnischsprachige, 6 ruthenischsprachige, 1275 römisch-katholische, 22 griechisch-katholische, 12 Juden.
Nach dem Ende des Polnisch-Ukrainischen Kriegs 1919 kam das Dorf zu Polen. Im Jahre 1921 hatte die Gemeinde Prusy 270 Häuser mit 1435 Einwohnern, davon alle Polen, 1412 römisch-katholische, 1 griechisch-katholische, 22 Juden (Religion).
Im Zweiten Weltkrieg gehörte es zuerst zur Sowjetunion und ab 1941 zum Generalgouvernement, ab 1945 wieder zur Sowjetunion, heute zur Ukraine. Die Polen wurden nach dem Krieg nach Polen umgesiedelt und das Dorf erhielt den heutigen Namen Jampil/Ямпіль, von früheren Janpol.